# Жуково-Татарский
Жуково-Татарский — хутор в Кагальницком районе Ростовской области.
Административный центр Родниковского сельского поселения.

## География
Хутор находится в 24 км от районного центра — станицы Кагальницкой, в 80 км от областного центра — города Ростова-на-Дону и в 40 км от ближайшего соседнего районного центра — города Зернограда.

### Улицы
- ул. Ленина,
- ул. Молодёжная,
- ул. Солнечная,
- ул. Специалистов,
- ул. Степная,
- ул. Шолохова.

## История
Хутор был создан в 1990 году.

## Население
| 2010 |
| ---- |
| 780  |

## Инфраструктура
В хуторе имеется школа и отделение Сбербанка России.